# Мавзолей на Ленин
Мавзолеят на Ленин (на руски: Мавзоле́й Ле́нина) се намира на Червения площад в Москва, Русия.
В него е изложено на показ балсамираното тяло на Владимир Ленин от момента на неговата смърт през 1924 г. Там е било изложено също и тялото на Йосиф Сталин от 1953 до 1961 г.

## История
Всичките 3 проекта на мавзолея са на архитекта Алексей Шчусев. Първоначално е построен от дърво във формата на куб само за 6 дни след смъртта на Владимир Ленин за неговото погребение. През пролетта на същата година е издигнат пак дървен мавзолей, като са пристроени трибуни. В сегашния му вид – от железобетон, с тухлени стени и облицовка от гранит, мрамор, лабрадор и порфир, мавзолеят е построен през 1929 – 1930 г. Монументалната сграда на арх. Шчусев заимства елементи на античните мавзолеи (като Пирамидата на Джосер).
Първите 2 саркофага за тялото на Ленин са по проект на архитекта Константин Мелников. По време на Великата отечествена война тялото е евакуирано в Тюмен от юли 1941 до април 1945 г., след което е поместено в саркофаг по проект на А. Шчусев и скулптора Борис Яковлев.
През 1953 г. там е положено и тялото на Йосиф Сталин. На 30 октомври 1961 г. е постановено тялото на Сталин да бъде махнато от почетното му място в мавзолея на Ленин заради „сериозни нарушения на учението на Ленин“ и е погребано близо до стената на Кремъл с обикновен гранитен паметник.
От построяването му мавзолеят е използван като трибуна, на която се появявали ръководителите на Съветската държава и са наблюдавали тържества, шествия и паради на Червения площад. До октомври 1993 г. на входа на мавзолея е бил Пост № 1 на почетния караул, сменял се всеки час по камбанния сигнал на Кремълските куранти. Постът е възстановен, но извън Червения площад – пред Гроба на неизвестния воин в Александровската градина край Кремъл, през декември 1997 г.

## Мавзолеят днес
След продължилата повече от 6 месеца сложна реконструкция и обновление на климатичната система, мавзолеят на Ленин в Москва отново е отворен за посетители през май 2013 г. Мавзолеят е открит за посещения всеки вторник, сряда, четвъртък и събота от 10 до 13 часа. Достъпът се осъществява през контролно-пропускателен пункт с проверка с металдетектор. Забранено е внасянето на фото- и видеотехника (вкл. мобилни телефони с видеокамери), чанти, големи метални предмети и бутилки с течности.
Сред руската общественост периодично се възобновява обсъждането дали да се погребе тялото на Ленин и какво да се прави с мавзолея.